# Witkapalbatros
De witkapalbatros (Thalassarche cauta) is een vogel uit de familie van de albatrossen (Diomedeidae). De vogel werd in 1840 door  John Gould geldig beschreven als Diomedea cauta. Het is een gevoelige zeevogelsoort die broedt op eilanden in het zuidwestelijk deel van de Grote Oceaan.

## Kenmerken
De vogel is 90 tot 100 cm lang en heeft een spanwijdte van 210 tot 260 cm. Het gewicht bedraagt 2,9 tot 5,1 kg. Het is de grootste albatros van het geslacht Thalassarche met een forse, lichtgrijze snavel met een gelige punt. De onderzijde van de vleugels is vrijwel geheel wit, met dunne zwarte randen. Op de ondervleugel heeft hij de karakteristieke zwarte vlekken aan de basis, bij de borst. De kop is bleek lichtgrijs en hij ziet er met de donkere ogen en wenkbrauwen streng uit.

## Leefwijze
Het voedsel bestaat voornamelijk uit pijlinktvis, maar ook vis, schaaldieren en afval van vissersboten staan op het menu.

## Voortplanting
De witkopalbatros broedt op rotsachtige eilanden en bouwt een nest van aarde, gras en wortels. Het vrouwtje legt half september één ei dat beide ouders gedurende ongeveer 73 dagen bebroeden.

## Verspreiding en leefgebied
De soort telt twee ondersoorten:
- T. c. cauta: eilandjes bij Tasmanië.
- T. c. steadi: Aucklandeilanden.

Buiten de broedtijd wordt de vogel gezien in een groot zeegebied dat reikt van de westkust van Zuidelijk Afrika tot de oostkust van het zuidelijk deel van Nieuw-Zeeland.

## Bedreiging
De totale populatiegrootte wordt geschat op 60 tot 70 duizend individuen. Nauwkeurige gegevens over trends in de afgelopen 66 jaar (3 generaties) ontbreken. Wel is bekend dat door de langelijnvisserij en de zeevisserij met netten in de Zuidelijke Oceaan veel vogels  verstrikt raken en verdrinken. Om deze reden staat deze soort als gevoelig (voor uitsterven) op de Rode Lijst van de IUCN.